# St. Oswald (Leitershofen)

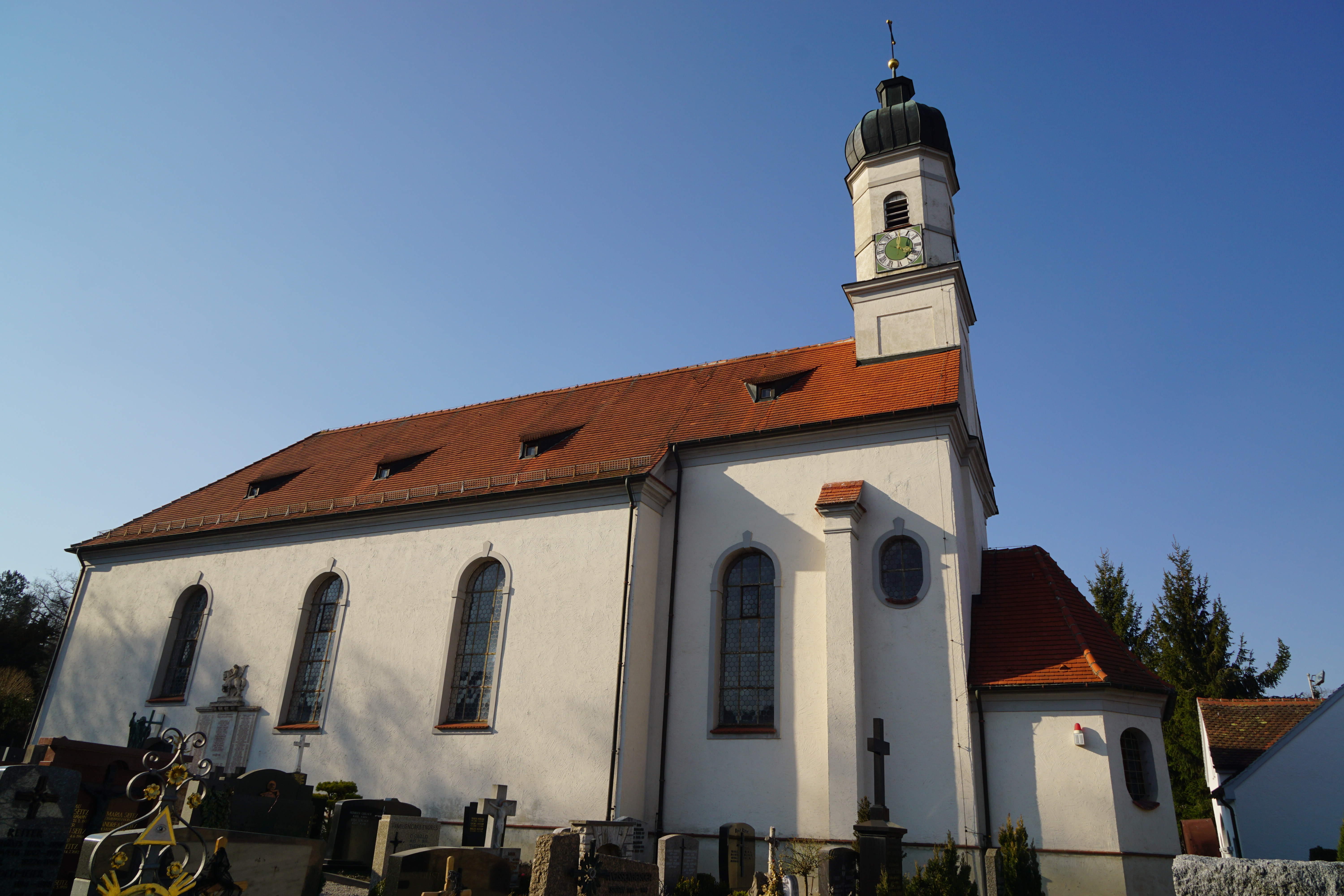
St. Oswald in Leitershofen

Die römisch-katholische Pfarrkirche St. Oswald in Leitershofen, einem Ortsteil von Stadtbergen im schwäbischen Landkreis Augsburg ist ein geschütztes Baudenkmal. Das Patronatsfest ist der 5. August.

## Geschichte
Wie ein steinerner Tisch hinter dem Altar belegt, könnte der Vorgängerbau auf einem heidnischen Kultplatz errichtet worden sein. Die Kirche besaß einstmals zwei Kirchenpatrone, die Unbefleckte Empfängnis Mariens und den hl. Oswald. Das Niedergericht über Leitershofen gehörte bis zum Ende des alten Reiches den Fuggern und das Hochgericht der Markgrafschaft Burgau. Hingegen besaß das Patronatsrecht über die Kirche bis zur Säkularisation das Hochstift Augsburg, danach seit dem Anfang des 19. Jahrhunderts der Augsburger Bischof. Der Pfarrer Biechele schrieb 1726 in einem Bericht über den Ursprung und die Geschichte der Pfarrkirche von Leitershofen folgendes:

„Die Kirche ist uralt, und schier zu zweifeln, ob sie nit von der Heidenschaft herkomme; dann noch nit vor vielen Jahren hinter dem Altar ein steinerner Tisch, dessen zerfallene Trümmer noch auf dem Freithof liegen, gestanden, in Figur wie vor Alters die Heiden ihre Brandopfer darauf gehalten. Es gibt auch der Augenschein noch, dass vor Alter kein förmlicher Thurm allda gewesen, sondern erst auf das vordere Theil gebaut worden mit gebrochenen Steinen, dagegen die alte Mauer mehrerstheils von Tuftstein und eingeworfenen Kislinstein auf die alte Manier gebaut ist. Vor Alters ist sie noch kleiner gewesen, und ist der Anbau an das Langhaus von circa 12 Schuh lang erst vor 100 in circa geschehen“

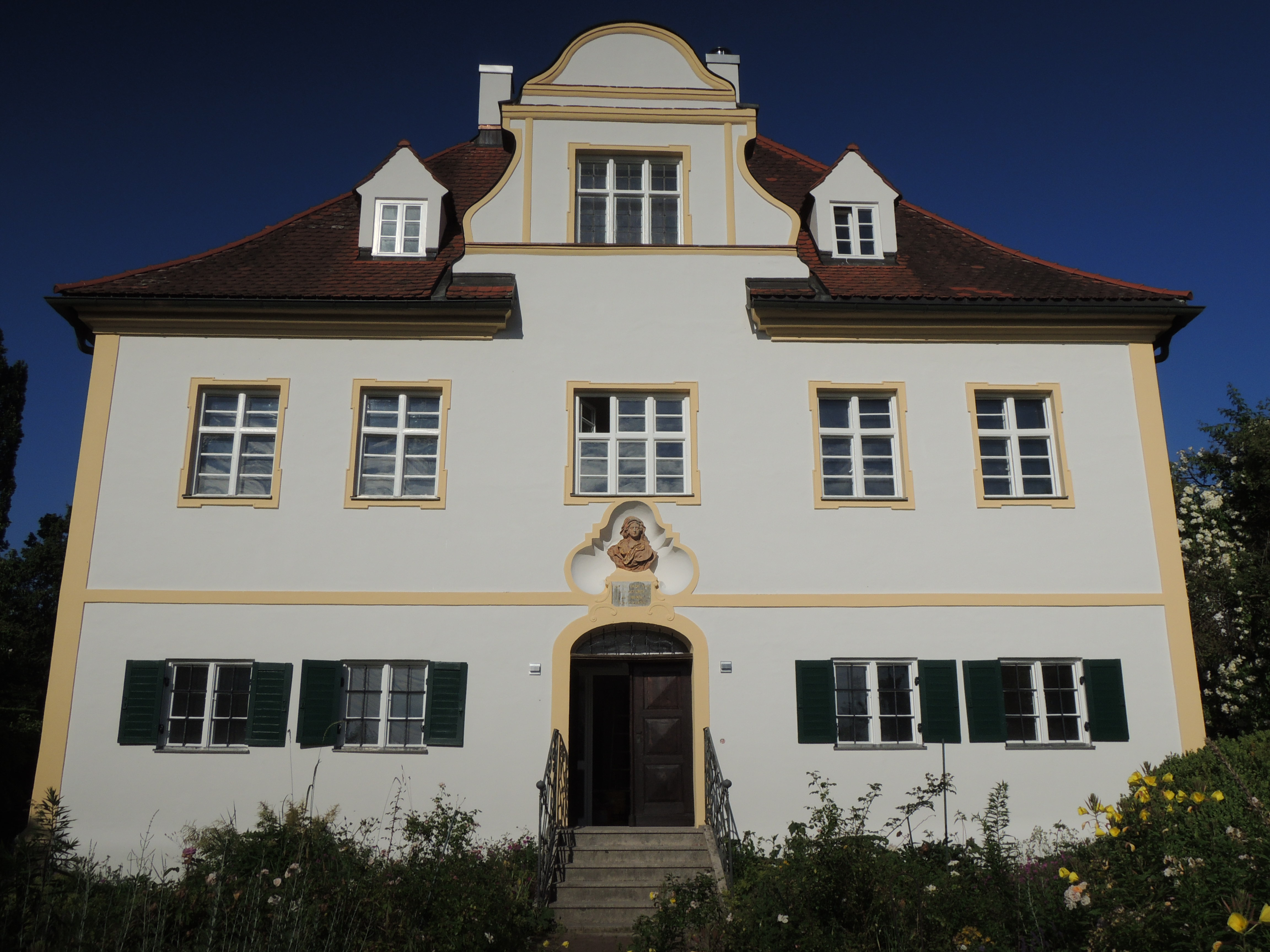
Pfarrhaus Leitershofen

Der gotische Vorgängerbau wurde an gleicher Stelle durch einen barocken Neubau ersetzt. Die Bauarbeiten begannen 1732. Der Entwurf stammt vom Architekten Johann Georg Fischer. Die Bauleitung übernahm der Baumeister Franz Xaver Kleinhans. Die Weihe wurde am 11. Juli 1751 vom Augsburger Weihbischof Franz Xaver Freiherr Adelmann von Adelmannsfelden vollzogen. 1736 wurde neben der Kirche ein neues Pfarrhaus errichtet. Die Kirche umgibt einen Friedhof mit Umfassungsmauer aus dem späten 19. Jahrhundert. Die Pfarrei St. Oswald in Leitershofen gehört heute zur Pfarrgemeinschaft Stadtbergen. 

## Beschreibung
Die Kirche ist ein einschiffiger Saalbau mit eingezogenen Chor und Turm über dem Ostgiebel. Der Innenraum und die Ausstattung ist im Barockstil gehalten. Die Stuckarbeiten von 1732 stammen von Matthias Lotter. Die Deckenfresken schuf möglicherweise Johann Heel. Die barocken Altäre und Kanzel wurden ebenfalls um 1732 gefertigt. Die Seitenaltarblätter hl. Oswald und hl. Joseph malte Johannes Kaspar 1882/85. Das steinerne Taufbecken stellte Johann Joseph Gisshaimer her. Die Kirche barg einen gotischen Flügelaltar aus dem Ende des 15. Jahrhunderts, der da er vermodert war, 1680 beseitigt wurde. Davon blieb ein Altarflügel mit der Darstellung des Kirchenpatrons und Mariä Verkündigung erhalten.